# Aurivilliola fagei
Aurivilliola fagei is een hooiwagen uit de familie Sclerosomatidae. De wetenschappelijke naam van Aurivilliola fagei gaat terug op Schenkel.